# Charadrius alticola
El chorlitejo andino (Charadrius alticola) también conocido como chorlitejo de la puna, chorlito puneño o chorlo de la puna, es una especie de ave caradriforme de la familia Charadriidae nativa de América del Sur.

## Distribución y hábitat
Su hábitat natural son los lagos de agua dulce y pantanos salinos de la región de la puna en el noroeste de Argentina, el suroeste de Bolivia, el noreste de Chile y  el sur de Perú. Está clasificado como Preocupación menor por la IUCN.